# Clodomir Paz
Clodomir Ferreira Paz (Pedreiras, 21 de junho de 1945) é um engenheiro e político brasileiro, filiado ao PSDB. Ele foi deputado estadual (1987–1999), diretor do Detran (2009–2011), secretário municipal de Governo (1999–2008), secretário de Trânsito e Transportes (2010–2013). Clodomir coordenou as campanhas de Jackson Lago. Clodomir é casado com Graça Paz e pai do deputado estadual Guilherme Paz.

## Biografia
Iniciou-se na política em 1986, ao se eleger deputado estadual constituinte, tendo sido reeleito em 1990, 1994 e 1998. Porém, em 2002, elege sua esposa Graça Paz.
Ocupou, a seguir, secretarias municipais em três governos diferentes (Jackson Lago, Tadeu Palácio e João Castelo), por 11 anos. Foi, também, diretor do DETRAN do Maranhão.
Em 2008, foi candidato a prefeito de São Luís, ficando em terceiro lugar. No segundo turno, apoiou João Castelo.